# Centre Islàmic Camí de la Pau
El Centre Islàmic Camí de la Pau fou fundat el 16 de juliol de 1996 sent el representant a Catalunya del moviment internacional Minhaj-ul-Quran amb centre a Pakistan, que preten ajudar als paquistanesos en la integració en temes administratius i conflictes socials, i ajudar en mantenir el vincle amb el Pakistan i amb les famílies, i oferir suport a viatges, reagrupaments familiars i gestions en cas de mort.
Disposa de dos oratoris per als musulmans del Raval de Barcelona i un a la ciutat de Badalona des del 2010. En 2015 el portaveu era Muhammad Iqbal, i en 2020, Saima Zaheer.